# جاك مارشال (لاعب كريكت)
جاك مارشال (26 أكتوبر 1916 - 19 مارس 2000) (بالإنجليزية: Jack Marshall)‏ هو لاعب كريكت بريطاني (وحمل سابقاً جنسية المملكة المتحدة لبريطانيا العظمى وأيرلندا).